# غلغون (تشناران)
غلغون (بالفارسية: گلگون) هي قرية تقع في قسم بيزكي الريفي (مقاطعة تشناران) في إيران.